# Microdon lativentris
Microdon lativentris är en tvåvingeart som beskrevs av Meijere 1921. Microdon lativentris ingår i släktet myrblomflugor, och familjen blomflugor. Inga underarter finns listade i Catalogue of Life.